# Néstor Almendros
Néstor Almendros Cuyàs  (Barcelona, 30 de octubre de 1930-Nueva York, 4 de marzo de 1992) fue un director de fotografía español y miembro de la ASC (American Society of Cinematographers).

## Su familia
Era hijo de maestros formados en la prestigiosa Escuela de Estudios Superiores de Magisterio de Madrid, que sufrieron directamente las consecuencias de la depuración del Magisterio progresista por parte del aparato franquista. Su padre, Herminio Almendros, nacido en Almansa (Albacete), fue un pedagogo muy reconocido. Introdujo en España el método pedagógico de Célestin Freinet. Su madre, Maria Cuyàs Ponsa (Barcelona), además de maestra fue inspectora de primera enseñanza. Durante la guerra civil española se dedicaron fervientemente a sus actividades docentes concordantes con la ideología republicana. Para proteger a sus tres hijos (María Rosa, Néstor y Sergi) de los bombardeos de la aviación fascista de Barcelona, Joan Cuyàs, padre de María, restaurador y comerciante de arte, cuidó de los niños en la antigua casa de la familia en el pequeño pueblo de Calders, a 70 km al norte de Barcelona.
Tras la guerra civil española, Herminio Almendros se exilió en Cuba en enero de 1939. Allí trabajaría como editor y maestro, utilizando los mismos métodos en los comienzos del régimen de Fidel Castro tras la Revolución cubana. La madre de Néstor, Maria Cuyàs Ponsa, era también profesora e inspectora de la primera enseñanza. Se quedó en España con sus tres hijos y sufrió un traslado forzoso a Huelva en 1944, como consecuencia del proceso de depuración profesional del Magisterio.
A la edad de 18 años, Néstor se marchó a Cuba con su padre. El 25 de enero de 1949, su madre y sus hermanos, Sergio y María Rosa, pudieron reunirse con ambos en La Habana.

## Carrera cinematográfica inicial
Desde su juventud, Néstor Almendros demostró gran interés por las artes, pero sobre todo por el cine. En Cuba obtuvo su licenciatura en Filosofía y Letras (1955) y comenzó su carrera como director de fotografía y realizador de películas no profesionales, junto con el fotógrafo cubano Herman Puig (1928-2021), entre otros.
En este mismo año marcha a Nueva York a estudiar cine al City College de esa ciudad. El curso siguiente está en Roma, en el Centro Sperimentale di Cinematografia. En 1957 vuelve a Estados Unidos, donde enseña español en el Vassar College (estado de Nueva York) durante dos años, en tanto que dirige piezas teatrales de estudiantes hispanos en el Middlebury College. Fruto de este período, son innumerables las críticas de cine, la dirección de seis cortos en Cuba y dos en Nueva York.
Tras la Revolución cubana, volvió a la isla, donde rodó diversos documentales para el Instituto Cubano de Arte e Industria Cinematográficos (ICAIC). Después de que dos de sus cortos –Gente en la playa (1961) y La tumba francesa– fueran prohibidos y aumentara su disconformidad con el régimen, Almendros se marchó a París en 1962.  A partir de 1964, se convirtió en el colaborador favorito del director de la nouvelle vague, Éric Rohmer. En París desarrolló una brillante carrera como director de fotografía, con películas como El pequeño salvaje (1969), Diario íntimo de Adèle H. (1975), de François Truffaut, o todas las realizadas por Éric Rohmer entre 1966 y 1976 (La coleccionista, Mi noche con Maud, La rodilla de Clara, La marquesa de O, etcétera).

## Carrera en Hollywood
Compaginó sus trabajos en Francia con otros en los Estados Unidos. El trabajo más conocido de su carrera en Hollywood es Días del cielo (1978), escrita y dirigida por Terrence Malick,quien admiraba el trabajo de Almendros en The Wild Child (1970). Almendros quedó impresionado por el conocimiento de fotografía de Malick y su disposición a usar poca iluminación de estudio. La cinematografía de la película se inspiró en las películas mudas, que a menudo usaban luz natural. En 1979, Almendros ganó el Premio de la Academia a la Mejor Fotografía por Days of Heaven.
Almendros recibió otras tres nominaciones a los Premios Óscar de la Academia por su trabajo en Kramer contra Kramer (1979), El lago azul (1980) y La decisión de Sophie (1982),  convirtiéndolo en el segundo español más nominado en la historia de la Academia hasta la 93.ª edición de los premios en 2021, sólo por detrás de las cuatro nominaciones de Pedro Almodóvar.
Entre su filmografía destacan también Bajo sospecha (1982) y Billy Bathgate (1991), las tres de Robert Benton; El último metro (1980), de nuevo con Truffaut; la taquillera The Blue Lagoon (1980), protagonizada por una debutante Brooke Shields; La decisión de Sophie (1982), de Alan J. Pakula (por cuya fotografía fue nominado al premio Óscar en 1983) o Pauline en la playa (1983), otra vez con Rohmer.
Almendros fue el director de fotografía del documental de John Lennon Imagine: John Lennon (1988), dirigido por Andrew Solt.
En sus últimos años, Almendros codirigió dos documentales sobre la situación de los derechos humanos en Cuba: Mauvaise Conduite (1984) (Conducta impropia) sobre la persecución de los homosexuales en Cuba; y Nobody listened (Nadie escuchaba), sobre la supuesta detención, encarcelamiento y tortura de excompañeros de Fidel Castro. También filmó varios anuncios de prestigio para Giorgio Armani (dirigido por Martin Scorsese), Calvin Klein (dirigido por Richard Avedon) y Freixenet.
Tuvo decisiva influencia en la posibilidad de que su amigo, el afamado escritor argentino Manuel Puig, pudiese publicar su primera novela. Almendros y Juan Goytisolo leyeron el manuscrito de la La traición de Rita Hayworth y la enviaron al concurso "Biblioteca Breve Seix Barral" del año 1965, donde llegó a estar entre las finalistas. Así lo contó el propio Puig durante una entrevista en el programa A fondo de Televisión Española el 30 de octubre de 1977.

## Vida privada
La homosexualidad de Néstor está documentada y ampliamente reconocida por la comunidad gay. 
Néstor estaba muy unido a su madre que volvió a Barcelona en 1984 donde él la visitaba con frecuencia. En muchas de estas ocasiones la visita incluía un viaje a Calders. Néstor murió como consecuencia del sida el 4 de marzo de 1992 en Nueva York, a la edad de 61 años. Maria Cuyàs le sobrevivió algunos meses de ese mismo año. En sus últimas voluntades dejó dispuesto que sus cenizas fuesen depositadas en el cementerio de Calders, donde reposan en el mismo nicho que su madre.

## Autobiografía
En 1980 publicó en Francia su autobiografía, Un homme à la caméra, editada dos años después en español con el título Días de una cámara.

## Premios que llevan su nombre
La cinematografía de Almendros cuenta con 25 películas de largometraje. Su legado también incluye innumerables artículos de cine. En su libro Cinemanía se recogen menos de la mitad de ellos. En 1980 publicó, primero en francés, Días de una Cámara, un libro particularmente valioso dado que recopila muchas de sus técnicas que usaba. Ninguno de estos dos libros son autobiográficos. A día de hoy no existe una biografía crítica y personal del personaje.
La asociación Human Rights Watch y la Film Society del Lincoln Center (Nueva York) crearon el Nestor Almendros Prize para premiar el coraje y el compromiso con los derechos humanos en la realización de una película.
El Istituto Cinematográfico dell'Aquila italiano y la AIC (Asociación Italiana de Directores de Fotografía) crearon el Nestor Almendros Award para premiar a directores de fotografía jóvenes.
En la localidad española de Tomares (Sevilla) existe un centro de Formación Profesional Específica de Imagen y Sonido que lleva su nombre.
En 1980 Almendros ganó un Premio César por El último metro de François Truffaut . 
Néstor se sentía orgulloso de su ascendencia española y catalana. Según consta en su partida de nacimiento, en agosto de 1965 optó por recuperar la nacionalidad española, posiblemente perdida en represalia por las actividades republicanas de su familia. A pesar de ello, Néstor no ha sido profeta en su tierra y su figura y trabajo son muy poco conocidos en España. Se mostró muy emocionado en el acto que se organizó en 1989 en Tomares (Sevilla) con motivo de nombrar la Escuela de Formación Profesional de esta localidad en su honor. Solo hay tres calles en ciudades españolas (Tomares, Málaga y Almansa) y un Centro Cultural en Calders que llevan su nombre.

## Premios y nominaciones
Premios Óscar
| Año  | Categoría        | Trabajo nominado      | Resultado |
| ---- | ---------------- | --------------------- | --------- |
| 1979 | Mejor fotografía | Days of Heaven        | Ganador   |
| 1980 | Mejor fotografía | Kramer vs. Kramer     | Nominado  |
| 1981 | Mejor fotografía | The Blue Lagoon       | Nominado  |
| 1983 | Mejor fotografía | La decisión de Sophie | Nominado  |